# Florencia, Zacatecas
Florencia är en ort i Mexiko.   Den ligger i kommunen Benito Juárez och delstaten Zacatecas, i den centrala delen av landet, 500 km väster om huvudstaden Mexico City. Florencia ligger 2 182 meter över havet och antalet invånare är 2 768.
Terrängen runt Florencia är kuperad åt sydost, men åt nordväst är den platt. Runt Florencia är det glesbefolkat, med 13 invånare per kvadratkilometer. Närmaste större samhälle är Teul de González Ortega, 10,8 km öster om Florencia. I omgivningarna runt Florencia växer huvudsakligen savannskog.